# Spilosoma rothschildi
Spilosoma rothschildi là một loài bướm đêm thuộc phân họ Arctiinae, họ Erebidae.